# Skála Budapest Nagyáruház
A Skála Budapest Szövetkezeti Nagyáruház 1976. április 3-án nyitotta meg kapuit a vásárlók előtt Budapesten, a XI. kerületi Schönherz Zoltán (a mai Október 23.) utcában. Az áruházat 2007-ben lebontották, helyére az Allee bevásárlóközpont épült.

## Története
A telken korábban az 1935-ben megnyílt, 12 000 férőhelyes Budapesti EAC stadion működött, amely az áruház 1976-os megnyitását követően, 1977-ben költözött át a mai Bogdánfy utcai sporttelepre, a MAFC pálya mellé. 
Az épület vezető tervezője Kovách István Ybl-díjas építész volt, aki akkor a SZÖVTERV-nél dolgozott. 
Az áruház a hiánygazdaság idején üde színfolt volt a kiskereskedelem terén. A Szövosz vezetése az igazgatói megbízást Demján Sándornak adta, aki egyetlen feltételként szabad kezet kért, amit meg is kapott. A nagyáruházat létrehozó Demján merőben új filozófia alapján alakította ki és vezette a vállalatot, melyhez hasonlót magyarok addig legfeljebb a bécsi Mariahilfer Strassén láthattak. A népnyelvben csak „Budai Skála”-ként emlegették.
A Skála Budapest Nagyáruház 1979-ben fuzionált a Szöváru Nagykereskedelmi Vállalattal, ezzel létrehozva a Skála-Coop Közös Vállalatot, amely hatalmas vállalatcsoporttá nőtte ki magát. Később, 1984-ben adták át a másik Skála áruházat Pesten, ez volt a Skála Metró.
A Skála Budapest és a többi korábbi áruház hanyatlásához a kilencvenes évek végétől folyamatosan épülő modern és korszerű bevásárlóközpontok járultak hozzá. A Skála sikertörténete akkor ért véget, amikor a Skála Budapest Nagyáruházat 2005-ben eladták. Az ingatlant az ING vette meg. Az adásvételi szerződés értelmében 2007-ig a régi épületet fenn kellett tartani. 2007. augusztus 7-én ünnepélyes keretek között kezdték el lebontani, ami jelképesen a homlokzaton elhelyezett SKÁLA felirat S-betűjének levételével kezdődött. A bontáson jelen volt Molnár Gyula, Újbuda akkori polgármestere és Komjáthy Ágnes, aki évtizedeken keresztül volt a Skála arca.

## Az új Allee
Az épület helyén az ING egy bevásárló- és szórakoztató központot, irodaházat, lakóparkot hozott létre. Az Allee megnyitására Újbuda napján, 2009. november 11-én került sor.

## Érdekességek
- 1984-ben Magyarországon a kiskereskedelemben először itt vezették be a vonalkód használatát.
- A bontás során feleslegessé vált homlokzati SKÁLA felirat Demján Sándor házának kertjébe került, emlékül az általa életre hívott vállalatcsoportnak.
- 1987-ben a Formula–1-es magyar nagydíjon szponzorként voltak jelen a futamgyőztes Nelson Piquet sisakján.

## Galéria

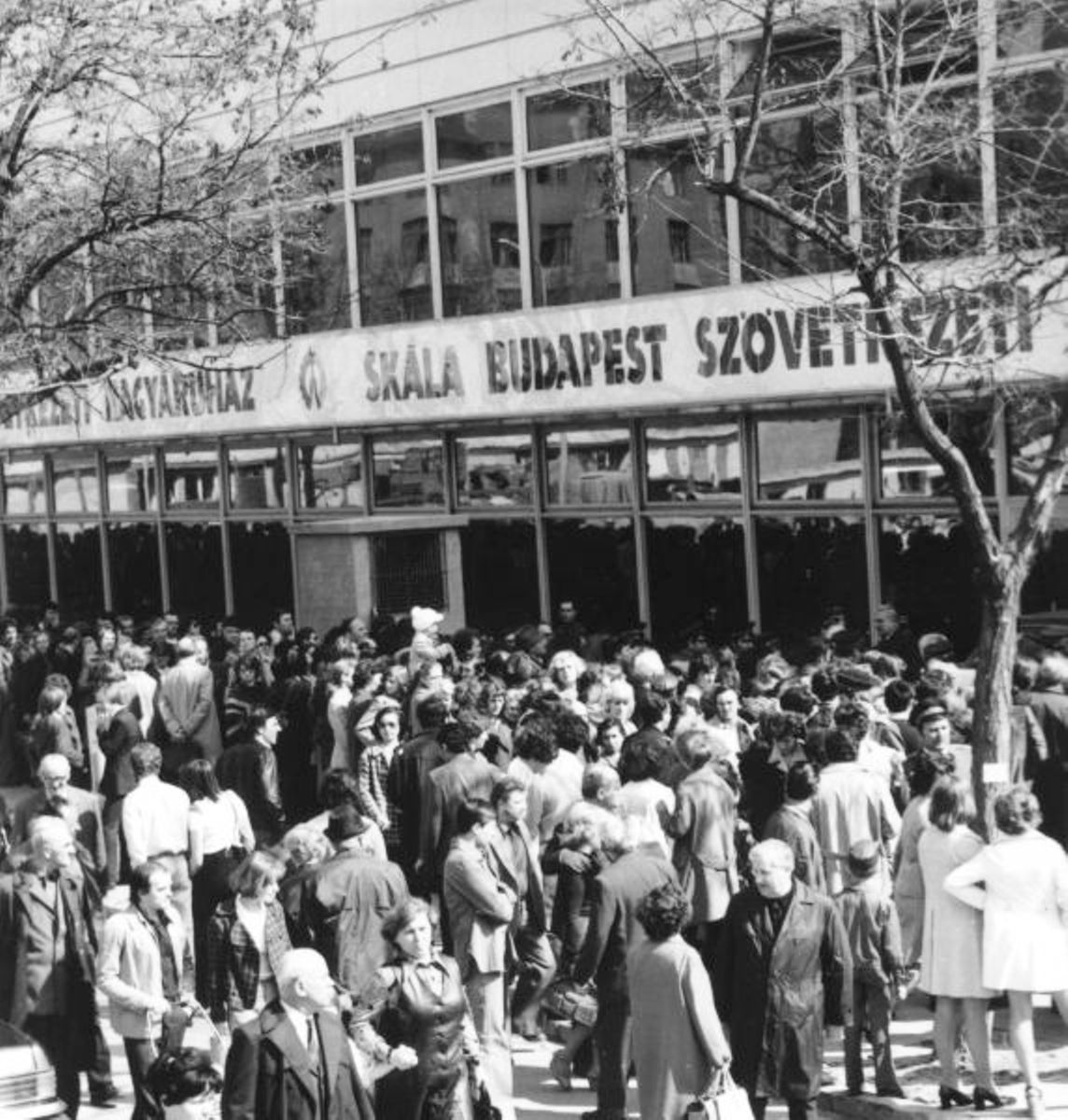
A Skála Budapest Szövetkezeti Nagyáruház megnyitása 1976. április 3-án
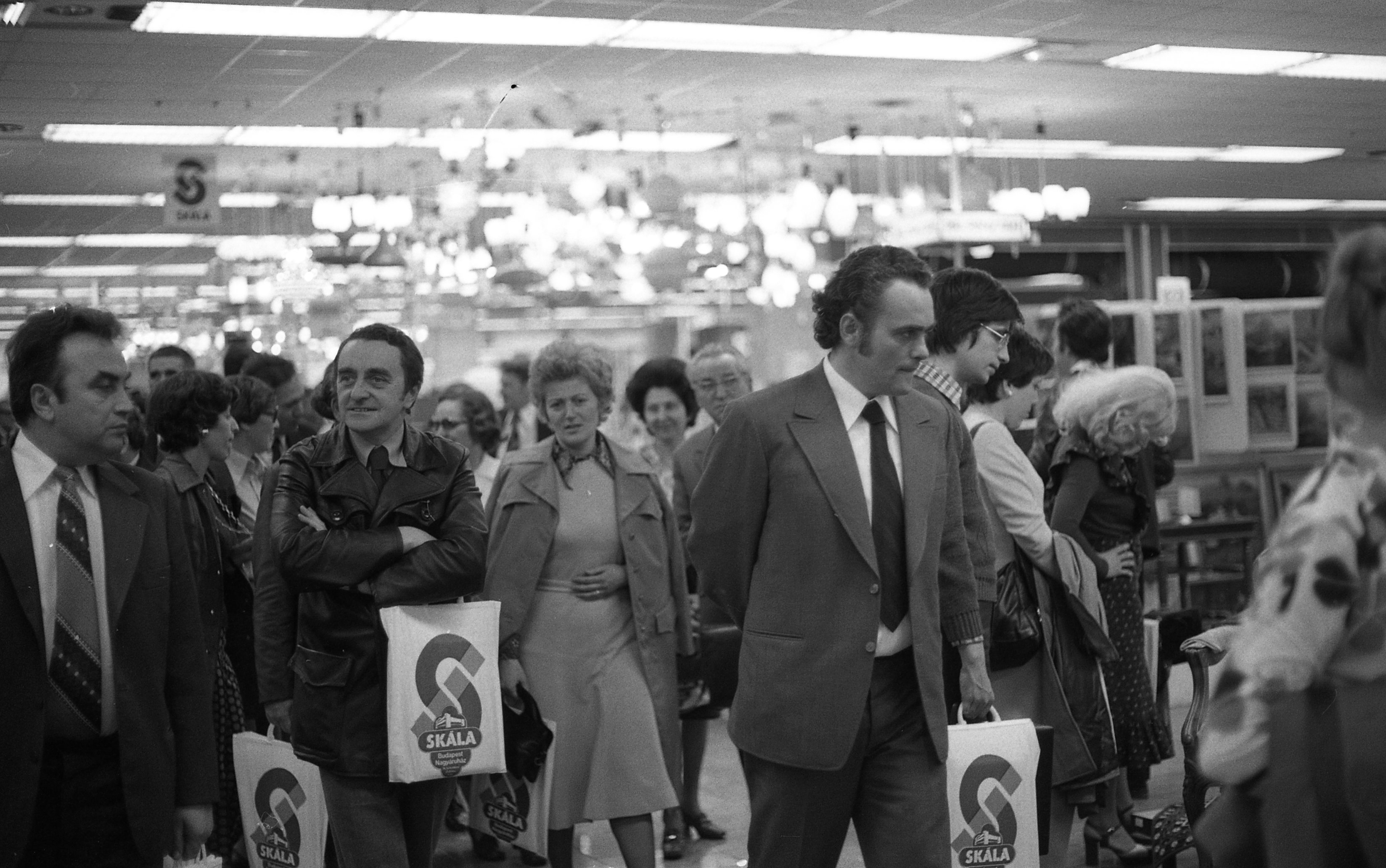
1976. április 3-án a Skála Budapest Szövetkezeti Nagyáruház megnyitása. Középen Demján Sándor igazgató
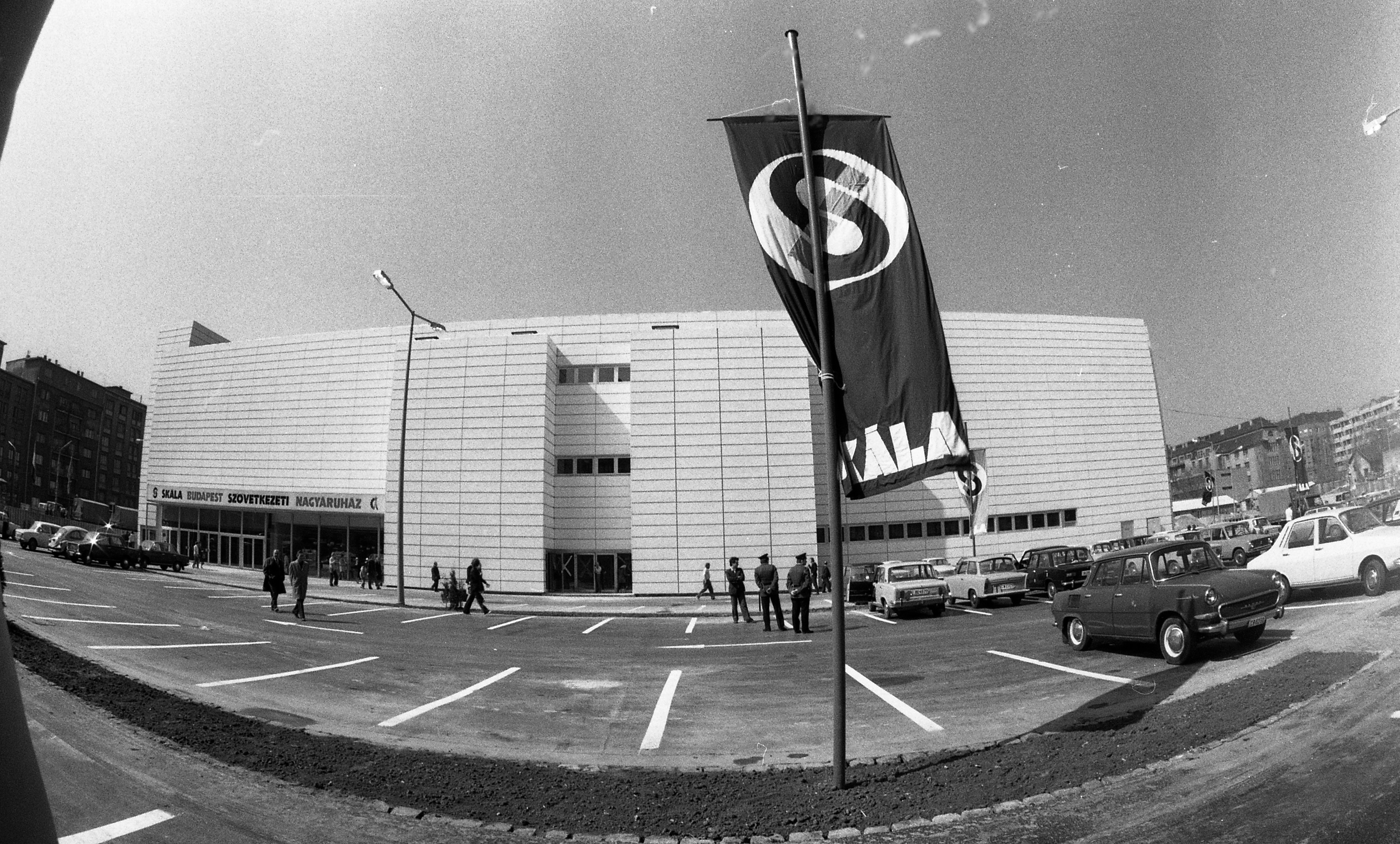
Az áruház parkolója (1976)
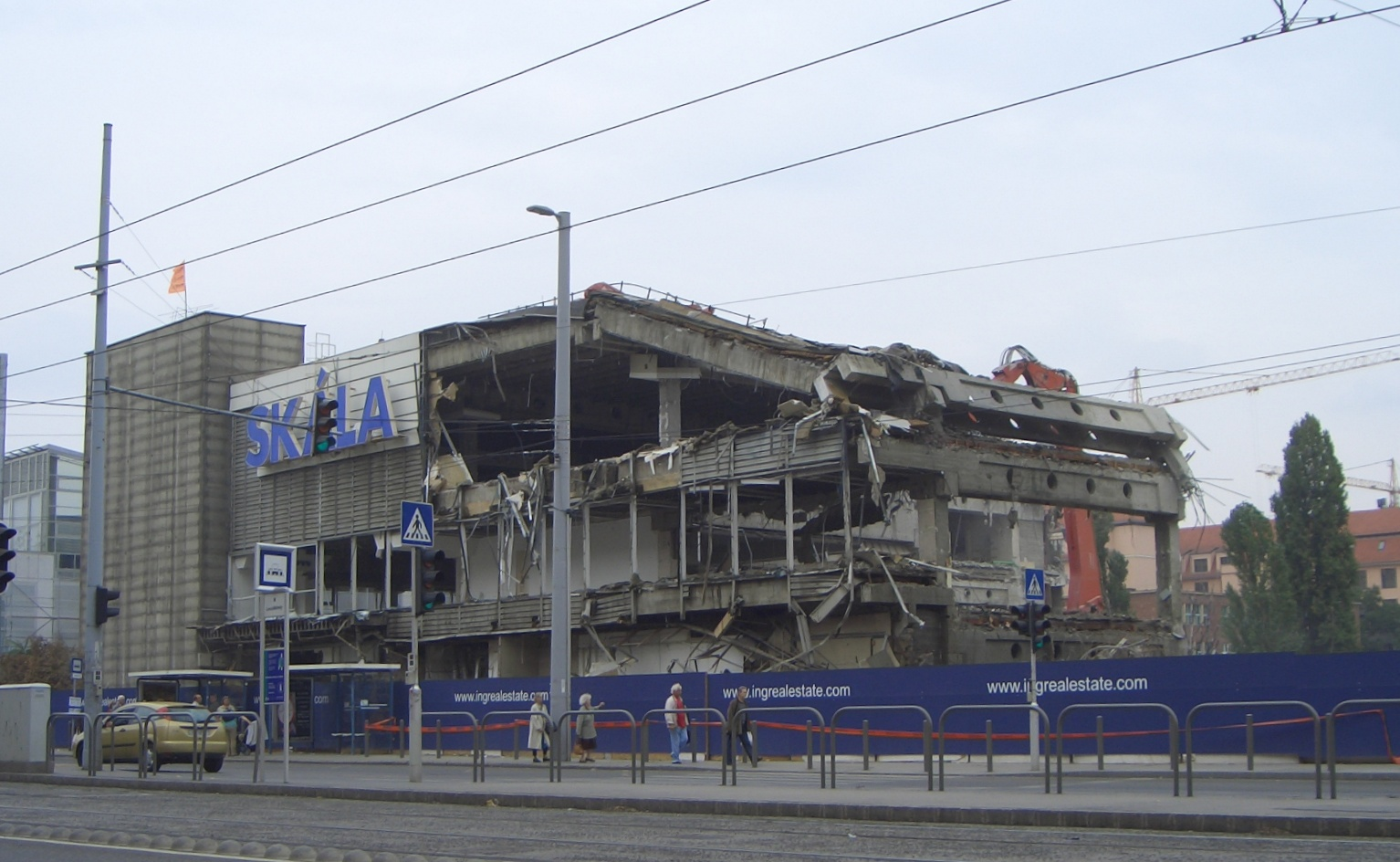
A lebontás 2007 szeptemberében